# Banque de développement de la mer Noire

Carte des membres.

La banque de développement de la mer Noire est une banque de développement ayant son siège à Thessalonique en Grèce. Elle est composée de onze des douze membres de l’Organisation de coopération économique de la mer Noire. Elle est fondée juridiquement en 1997, mais commence seulement à fonctionner en 1999. Les membres sont : l’Albanie, l’Arménie, l’Azerbaïdjan, la Bulgarie, la Géorgie, la Grèce, la Moldavie, la Roumanie, la Russie, la Turquie et l’Ukraine. 